# Luis de Bolaños
Luis de Bolaños (Marchena,  1550 – Buenos Aires, 11 de octubre de 1629) fue un fraile español de la Orden de Frailes Menores, uno de los iniciadores del sistema de reducciones en los actuales territorios del Paraguay y de la Argentina, en las que los  misioneros evangelizaban a los guaraníes. Fundador de la ciudad de Caazapá en Paraguay y se le debe una de las primeras obras en guaraní de puño de un europeo, el Catecismo Breve con que se llevó a cabo dicha evangelización. Una de sus reducciones es hoy la ciudad correntina de Itatí.

## Biografía
Nacido hacia 1550 en la desaparecida Ermita de Santa Eulalia, en Marchena, Luis de Bolaños ingresa muy joven a la orden de San Francisco de Sevilla.

### La llegada a América
Ordenado diácono, aceptó la oferta de Alonso de San Buenaventura, que reclutaba misioneros para las actividades de la Orden en América. Partió hacia el Nuevo Mundo en la expedición del adelantado Juan Ortiz de Zárate en 1572, y junto con otros 22 frailes llegó a la ciudad de Asunción del Paraguay el 8 de febrero de 1575 y en donde se afincaría. La expedición era capitaneada por fray Buenaventura, que dirigiría a los frailes en sus actividades misioneras.

### Las reducciones
Durante los primeros años de misión, la principal dificultad de los frailes en el contacto con los nativos era el sistema trashumante de vida de estos; los guaraníes habitaban aldeas o tekoha que abandonaban periódicamente para permitir la renovación de las tierras de labranza (el barbecho) y roturar nuevos campos, de acuerdo a las variaciones en el clima. Bolaños sugirió promover la construcción de viviendas e iglesias de piedra para hacer estables estas poblaciones, e inducir a los nativos a adoptar un sistema sedentario.
Los guaraníes, expertos alfareros y talladores, aprendieron con rapidez las artes del labrado de la piedra, la pintura y la escultura, que introdujeron los franciscanos. El sistema fue exitoso, y antes de su muerte, Bolaños establecería unas 14 reducciones en la zona. Su labor de comunicación lo llevó a aprender el idioma de estos, una lengua de notable complejidad cuyo dominio le insumió muchos años. Hacia 1586 había esbozado una Gramática del guaraní y un somero Vocabulario, que le sirvieron para instruir a los nuevos misioneros y para traducir el Catecismo breve aprobado tres años antes en Lima.

### Ordenación
En 1585 Bolaños recibió el orden de presbítero del obispo de Asunción, el dominico fray Alonso Guerra. Al año siguiente presidía el convento franciscano de Asunción, pero lo abandonaría en 1589 para reanudar su labor en las reducciones. Ya pulida su traducción del Catecismo, en 1603 el Sínodo de Asunción lo aprobaría y ordenaría su uso para la evangelización de los nativos.
Entre 1606 y 1607 Bolaños sería elevado al cargo definidor de la custodia del Paraguay (1606-7), y al de custodio en 1611. En 1612 sería enviado a la nueva provincia eclesiástica del Río de la Plata.
El 7 de diciembre de 1615 fundaría la última de las reducciones de su mano, el Pueblo de los Indios de la Pura y Limpia Concepción de Itatí.
En 1618 se dirige al convento de la Orden en Buenos Aires.
Con 72 años, en 1621 se encarga de la Reducción de "Santiago de Baradero, a 142 km de Buenos Aires, contribuyendo a darle forma al pueblo; si bien Bolaños, por sus obligaciones misionales no pudo permanecer en forma absoluta en el lugar. En 1622, vuelve al convento franciscano de Buenos Aires, donde moriría en 1629, octogenario.